# Francesco da Barberino
Francesco di Ser Neri da Barberino (1264 - 1348) foi um humanista e literato italiano, da importante família Barberini.
Amigo de Dante Alighieri e Giotto, é lembrado pelas obras Documenti d'amore e Reggimento e costumi delle donne, que se tornaram populares em seu tempo. A primeira foi uma inspiração para Andrea Cappellano escrever seu De Amore. Faleceu vítima da peste negra e seu epitáfio foi composto por Boccaccio.